# Błąkały
Błąkały (deutsch Blindgallen, 1938–1945 Schneegrund) ist ein Dorf in der polnischen Woiwodschaft Ermland-Masuren. Es liegt im Powiat Gołdapski (Kreis Goldap) und gehört zur Landgemeinde Dubeninki (Dubeningken).

## Geographie
Błąkały liegt am Südostrand der Rominter Heide (polnisch Puszcza Romincka), 22 Kilometer östlich der Kreisstadt Gołdap (Goldap). Westlich des Ortes befindet sich eine Schlucht, die das Flüsschen Błędzianka (Blinde) hier auf ihrem Weg in die Rominter Heide bildet.

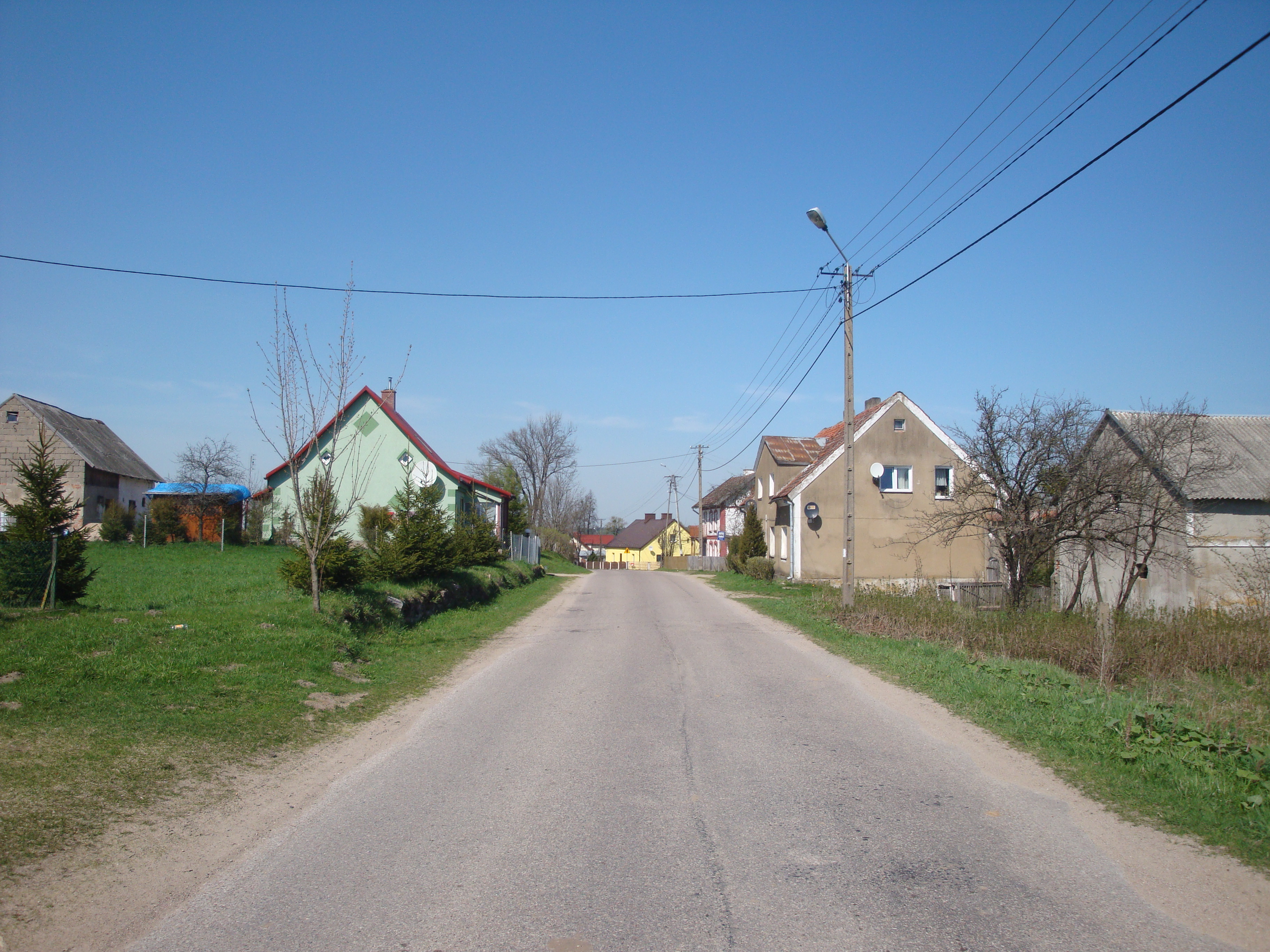
Straßenansicht in Błąkały

## Geschichte
Bereits nach 1590 wurde das kleine Dorf Blindekallen genannt; 1603 wurde es Blindtkalnen und vor 1785 auch Trocknen genannt; schließlich hieß es bis 1938 Blindgallen. Zwischen 1874 und 1945 war es in den Amtsbezirk Dubeningken (polnisch Dubeninki) eingegliedert, der – 1939 in Amtsbezirk Dubeningen umbenannt – bis 1945 zum Kreis Goldap im Regierungsbezirk Gumbinnen der preußischen Provinz Ostpreußen gehörte.
Im Jahre 1910 waren in Blindgallen 244 Einwohner registriert; ihre Zahl verringerte sich bis 1933 auf 209 und belief sich 1939 auf 213.
Am 3. Juni – amtlich bestätigt am 16. Juli – des Jahres 1938 wurde Blindgallen in Schneegrund umbenannt. 1945 kam der Ort in Kriegsfolge mit dem ganzen südlichen Ostpreußen zu Polen und ist heute ein Ortsteil – mit Schulzenamt (sołectwo) in der Gmina Dubeninki im Powiat Gołdapski der Woiwodschaft Ermland-Masuren.

## Religionen
Vor 1945 war die überwiegende Mehrheit der Einwohnerschaft Blindgallens evangelischer Konfession. Das Dorf war in das Kirchspiel der Kirche Dubeningken im Kirchenkreis Goldap innerhalb der Kirchenprovinz Ostpreußen der Evangelischen Kirche der Altpreußischen Union eingepfarrt. Katholische Kirchenglieder gehörten zur Pfarrei in Goldap im Bistum Ermland.
Heute sind die meisten Einwohner Błąkałys römisch-katholisch. Ihre Pfarrkirche ist die seinerzeit evangelische Kirche in Dubeninki und gehört jetzt zum Dekanat Gołdap im Bistum Ełk der Katholischen Kirche in Polen. Die wenigen evangelischen Kirchenglieder gehören zur Kirchengemeinde in Gołdap, einer Filialgemeinde der Pfarrei in Suwałki (Suwalken) in der Diözese Masuren der Evangelisch-Augsburgischen Kirche in Polen.

## Verkehr
Błąkały im äußersten Nordosten Masurens liegt an der Woiwodschaftsstraße 651, die die beiden Kreisstädte Gołdap (Woiwodschaft Ermland-Masuren) und Sejny (Woiwodschaft Podlachien) verbindet. Eine Bahnanbindung bestand bis 1945 durch die sogenannte „Kaiserbahn“. Diese Bahnlinie verband Goldap mit Szittkehmen und wurde 1926 bis Blindgallen, 1927 von Blindgallen bis Szittkehmen erbaut. Nach dem Krieg wurde sie nicht reaktiviert. Ihr Trassenverlauf ist heute noch erkennbar.

## Söhne und Töchter des Ortes
- Gustav Dörr (1887–1928), deutscher Jagdflieger, Verkehrsflieger der Deutschen Lufthansa
- Gustav Szinda (1897–1988), deutscher Kommunist und Generalmajor im DDR-Ministerium für Staatssicherheit